# University of California, Los Angeles Men's Volleyball
La University of California, Los Angeles Men's Volleyball è la squadra pallavolo maschile appartenente alla University of California, Los Angeles, con sede a Los Angeles (California): milita nella Mountain Pacific Sports Federation della NCAA Division I.

## Palmarès
- NCAA Division I: 21

1970, 1971, 1972, 1974, 1975, 1976, 1979, 1981, 1982, 1983,
1984, 1987, 1989, 1993, 1995, 1996, 1998, 2000, 2006, 2023,
2024

## Record
| Piazzamento          |    | Edizione |
| -------------------- | -- | --- |
| Tornei NCAA          | 31 | Vincitrice: 21 1970, 1971, 1972, 1974, 1975, 1976, 1979, 1981, 1982, 1983, 1984, 1987, 1989, 1993, 1995, 1996, 1998, 2000, 2006, 2023, 2024 |
| Tornei NCAA          | 31 | Finale: 8 1978, 1980, 1994, 1997, 2001, 2005, 2018, 2025                                                                                    |
| Tornei NCAA          | 31 | Semifinali: 2 2016, 2022 |
| Titoli di conference | 20 | Southern California Intercollegiate Volleyball Association: 2 1976, 1978                                                                    |
| Titoli di conference | 20 | California Intercollegiate Volleyball Association: 6 1979, 1980, 1981, 1982, 1983, 1984                                                     |
| Titoli di conference | 20 | Western Intercollegiate Volleyball Association: 4 1987, 1989, 1990, 1991                                                                    |
| Titoli di conference | 20 | Mountain Pacific Sports Federation: 8 1993, 1994, 1995, 1996, 2000, 2001, 2006, 2023                                                        |

## Conference
- Southern California Intercollegiate Volleyball Association: ?-1978
- California Intercollegiate Volleyball Association: 1979-1986
- Western Intercollegiate Volleyball Association: 1987-1992
- Mountain Pacific Sports Federation: 1993-

## National Player of the Year
- Jeff Nygaard (1994, 1995)
- Stein Metzger (1996)

## National Newcomer of the Year
- Andrew Rowan (2023)

## National Coach of the Year
- Allen Scates (1993, 1996, 1998)
- John Speraw (2023)

## All-American

### First Team
- Jeff Nygaard (1993, 1994, 1995)
- Mike Sealy (1993)
- Stein Metzger (1995, 1996)
- Paul Nihipali (1996, 1997)
- Adam Naeve (1998, 1999, 2001)
- Brandon Taliaferro (1998, 1999, 2000)
- Mark Williams (2001)
- Adam Shrader (2004)
- Paul Johnson (2005)
- Tony Ker (2007, 2008)
- Thomas Amberg (2012)
- Kyle Caldwell (2012)
- Gonzalo Quiroga (2013, 2014)
- Micah Maʻa (2016, 2018, 2019)
- Daenan Gyimah (2018, 2019, 2020)
- Ethan Champlin (2022, 2023, 2024)
- Merrick McHenry (2022, 2023, 2024)
- Ido David (2023)
- Andrew Rowan (2023, 2024)

### Second Team
- Mike Sealy (1991)
- Dan Landry (1992)
- Erik Sullivan (1994, 1995)
- Kevin Wong (1994)
- Paul Nihipali (1995)
- Adam Naeve (1997)
- Brandon Taliaferro (1997)
- Ben Moselle (1998)
- Matt Komer (2002)
- Chris Pena (2004)
- Steve Klosterman (2007)
- Garrett Muagututia (2010)
- Weston Dunlap (2012)
- Evan Mottram (2013)
- Spencer Rowe (2013)
- Jacob Arnitz (2016, 2017)
- Mitchell Stahl (2016)
- Guy Genis (2022)
- Kevin Kobrine (2022)
- Alexander Knight (2023)

## Allenatori
- Allen Scates: 1963-2012
- John Speraw: 2013-